# Pastilla
La pastilla est un plat traditionnel du Maghreb, constitué d'une sorte de feuilleté (de « feuille » qui se dit ouarka[réf. nécessaire], proche de celle de brik), à base d'oignon, de pigeons (ou de poulet, de pintade, ou encore, plus récemment, de fruits de mer), de persil, de coriandre, d'œuf dur et d'amandes, mélange de sucré et de salé, parfumé à la cannelle. Elle est souvent servie lors des fêtes, juste avant le plat principal.

## Historique
Certains historiens attribuent l’origine de la pastilla à la cuisine andalouse, estimant qu’elle aurait été introduite au Maroc par les Maures . Le terme « pastilla » signifierait d’ailleurs « petite tourte » en espagnole . Toutefois, d’autres soutiennent qu’elle serait née au sein même du Royaume du Maroc, avant de se diffuser en Andalousie, pour ensuite être ramenée au Maroc par les Maures après la chute d'Al-Andalus. La pastilla au pigeon et aux amandes est souvent désignée comme étant une recette originaire directement d'Al-Andalus. Elle utilise des volailles raffinées comme le pigeon, les cailles, la perdrix et autrefois la colombe. Bien que cette origine (et cette étymologie) soit la plus fréquemment proposée, Paula Wolfert (en) et d'autres chercheurs marocains la contestent, affirmant qu'il ne s'agirait que d'une coïncidence, et que la recette de base serait d'origine berbère.
Les premières mentions du plat pastilla apparaissent sous le nom de "al-maḥshū" (en arabe المحشو) dans le célèbre ouvrage culinaire du XIIIᵉ siècle "Faḍālat al-Khiwān fī Ṭayyibāt al-Ṭaʿām wa-l-Alwān" d'Ibn Razīn al-Tujībī. Ce manuscrit andalou-marocain propose une description de la farce et de la méthode de préparation de ce qui s’apparente aujourd’hui à la pastilla[source insuffisante].
Le mot "pie" dériverait du terme espagnol "pastilla", signifiant soit "petite pilule", soit "petite pâtisserie", le passage du p au b étant courant dans l’adaptation linguistique arabe. L’historienne Anny Gaul atteste de recettes présentant une "grande ressemblance avec la farce de la pastilla moderne" dans les manuscrits culinaires andalous du XIIIᵉ siècle, comme celui d'Ibn Razīn. Elle évoque notamment une préparation à base de pigeon cuit avec de la cannelle, des amandes, du safran, de l’oignon et des œufs, incluant également une double cuisson, d’abord dans une marmite, puis au four – un procédé similaire à la recette actuelle.
L'historien Marocain Idriss Bouhlila cite ce plat comme l’un des mets de la régence ottomane d’Alger, ayant influencé la cuisine de Tétouan à la suite de la migration des Algériens vers cette ville après l’invasion française de l'Algérie en 1830. Il reconnaît néanmoins l’existence d’une autre hypothèse, qui en attribue l’origine à la tradition andalouse. L'étude de Bouhlila corrobore la théorie de Gaul selon laquelle le nom du plat, ainsi que la werqa utilisée pour le préparer, sont arrivés avec les migrants Algériens à Tétouan, et se sont répandus de là au reste du Maroc quelque temps après 1830.
Selon l’historien Ken Albala, l’idée fondatrice de la pastilla aurait été introduite au Maroc par les musulmans quittant al-Andalus au XVIᵉ siècle, voire plus tôt, en raison des échanges constants entre le Maroc et la péninsule ibérique depuis la conquête islamique au VIIᵉ siècle.
D’après l’historien de la gastronomie juive Gil Marks, la pastilla aurait été apportée au Maroc par les Juifs séfarades. Avec l’introduction de la pâte filo au Maroc à l’époque ottomane, les cuisiniers marocains auraient progressivement remplacé la pâte andalouse traditionnelle par la filo. Les Séfarades auraient conservé la prononciation initiale en "p", tandis que les locuteurs arabophones l’auraient transformée en "b".
Au Maroc, la pastilla est généralement servie en entrée lors des repas festifs, et se présente sous deux formes principales : à base de volaille ou de fruits de mer. En Algérie, elle est le plus souvent préparée avec du poulet ou du pigeon.